# Macroplacus raeticus
Il macroplaco (Macroplacus raeticus) è un rettile estinto, appartenente ai placodonti. Visse nel Triassico superiore (Retico, circa 205 milioni di anni fa). I suoi resti fossili sono stati ritrovati in Germania.

## Descrizione
Questo animale doveva possedere un corpo relativamente piatto, corazzato e simile a quello di una tartaruga. Il cranio era molto robusto, largo posteriormente e dotato di un muso più stretto nella parte anteriore. Le mascelle erano eccezionalmente robuste e probabilmente erano fornite di una muscolatura potente. I denti di Macroplacus erano presenti sul palato e nella mandibola, ed erano di forma tondeggiante. L'animale intero doveva essere lungo poco più di un metro.

## Classificazione
Questo animale è stato descritto per la prima volta nel 1975 ed è stato attribuito ai placodonti, un gruppo di rettili diapsidi dall'incerta classificazione, forse imparentati con i plesiosauri dal lungo collo ma dall'aspetto simile a quello delle tartarughe. Macroplacus, in particolare, era un rappresentante dei ciamodontoidi, ovvero placodonti dalla pesante corazza e dai musi stretti. A volte questo animale è stato considerato congenerico con il più noto Placochelys, ma revisioni più recenti (Rieppel, 2000) hanno ipotizzato che Macroplacus fosse più basale di quest'ultimo genere.

## Paleobiologia
Come tutti i placodonti, Macroplacus doveva nuotare lentamente in acque basse e costiere, alla ricerca di molluschi che costituivano gran parte della sua dieta. I grandi denti palatali emisferici servivano a rompere i gusci dei molluschi. È considerato uno degli ultimi placodonti noti.